# Antonio María Barbieri
Pour les articles homonymes, voir Barbieri.
Antonio María Barbieri (né le 12 octobre 1892 à Montevideo, capitale de l'Uruguay, et mort le 6 juillet 1979 à Montevideo) est un cardinal uruguayen de l'Église catholique du XXe siècle, nommé par le pape Jean XXIII. Il est membre de l'ordre des frères mineurs capucins et il est le premier cardinal uruguayen.

## Biographie
Antonio María Barbieri étudie notamment à Rome. Il est élu supérieur de la mission capucine. Barbieri est élu archevêque titulaire de Macra (de) et  nommé coadjuteur de Montevideo en 1936. Il devient archevêque de Montevideo en 1940. Il assiste à la Première Conférence générale de l'épiscopat latino-américain et caribéen en 1955 à Rio de Janeiro.
Le pape Jean XXIII le crée cardinal  lors du consistoire du 15 décembre 1958. Barbieri participe au conclave de 1963, lors duquel Paul VI est élu et assiste au concile Vatican II en 1962-1965. Il ne participe pas aux conclaves de 1978, à cause de son âge (il atteint la limite d'âge de 80 ans en 1972).

## Succession apostolique
Antonio María Barbieri a ordonné les évêques suivants :
- Évêque Miguel Balaguer (de) (1963)